# Baldrian-Scheckenfalter

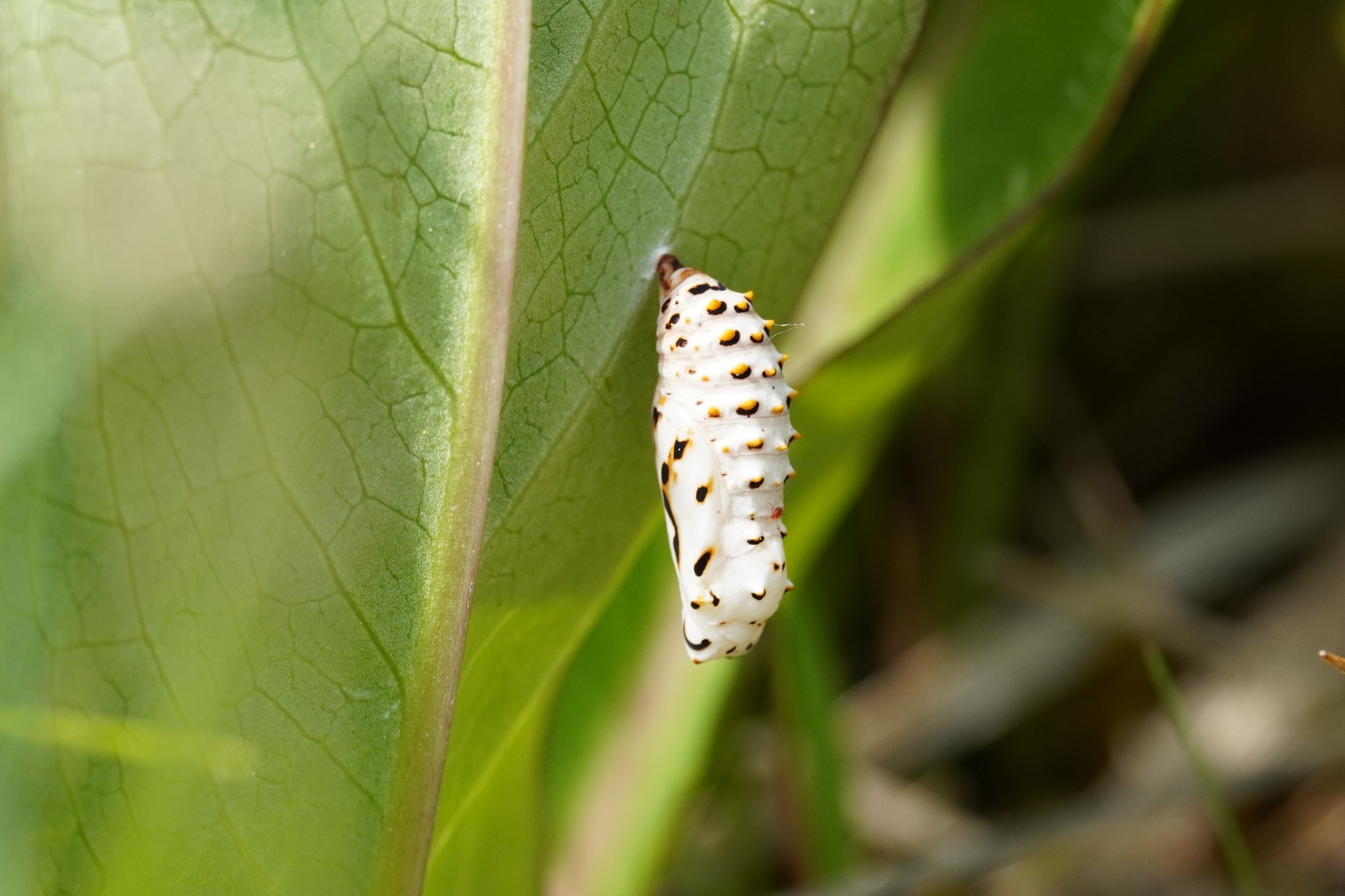
Baldrian-Scheckenfalter (Melitaea diamina), Puppe

Der Baldrian-Scheckenfalter oder Silberscheckenfalter (Melitaea diamina) ist ein Schmetterling (Tagfalter) aus der Familie der Edelfalter (Nymphalidae).

## Merkmale

### Imago
Die Falter erreichen eine Flügelspannweite von ca. 33 Millimetern. Sie haben die typische Zeichnung ihrer Gattung, diese ist aber, besonders auf den Hinterflügeln, sehr stark verdunkelt. Sie haben eine dunkelbraune Grundfärbung, neben der vor allem auf den Vorderflügeln, aber auch auf den Hinterflügeln orange Flecken verteilt sind. Die Unterseiten der Hinterflügel sind lebhaft orange, gelb und weiß gefärbt. Am Rand finden sich weißliche Randmonde, die nach innen hin an orange Felder angrenzen, in denen Flecken enthalten sind, die zumindest teilweise bei manchen zur Hälfte schwarz und weiß sind.

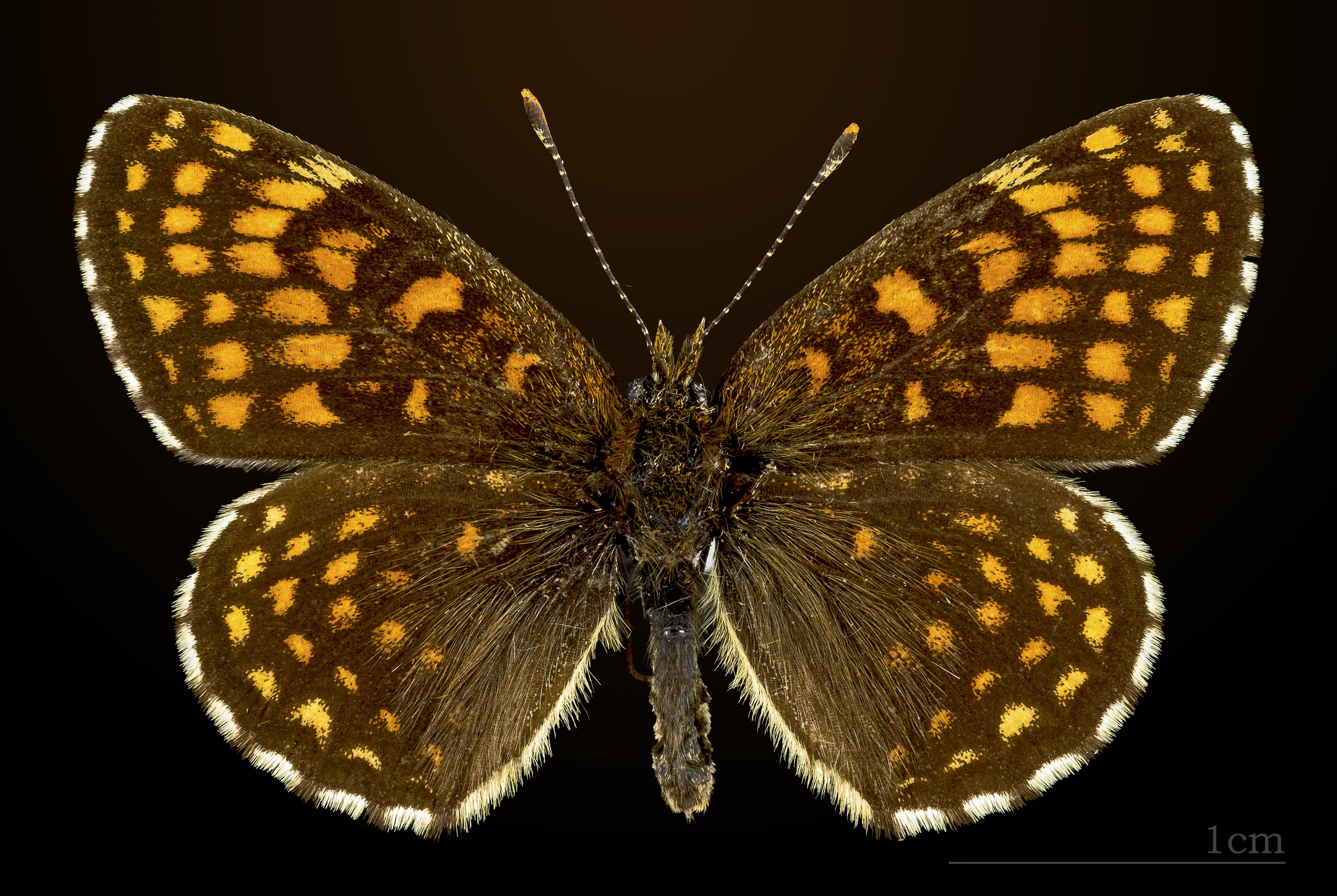
♂
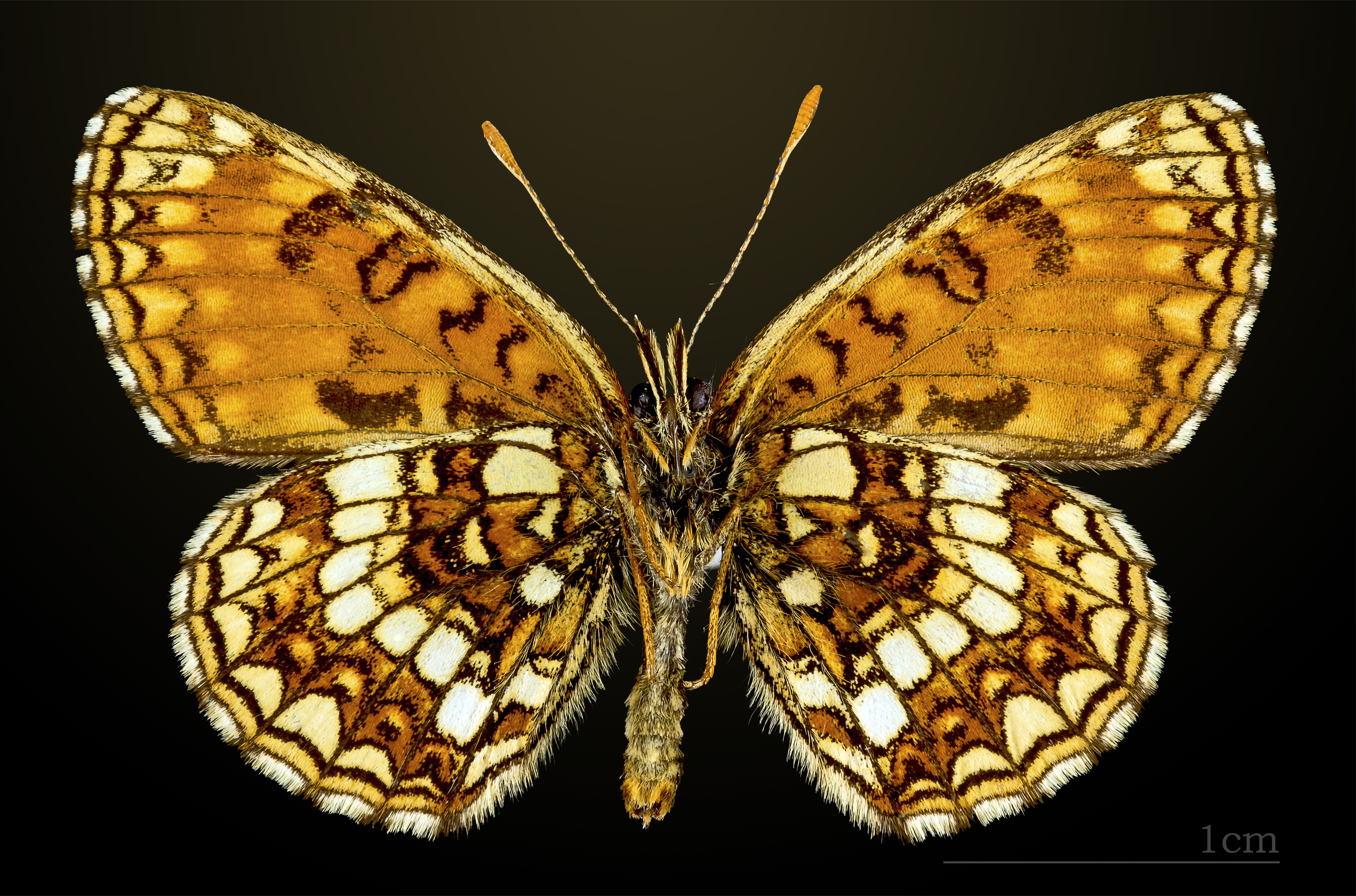
♂ △
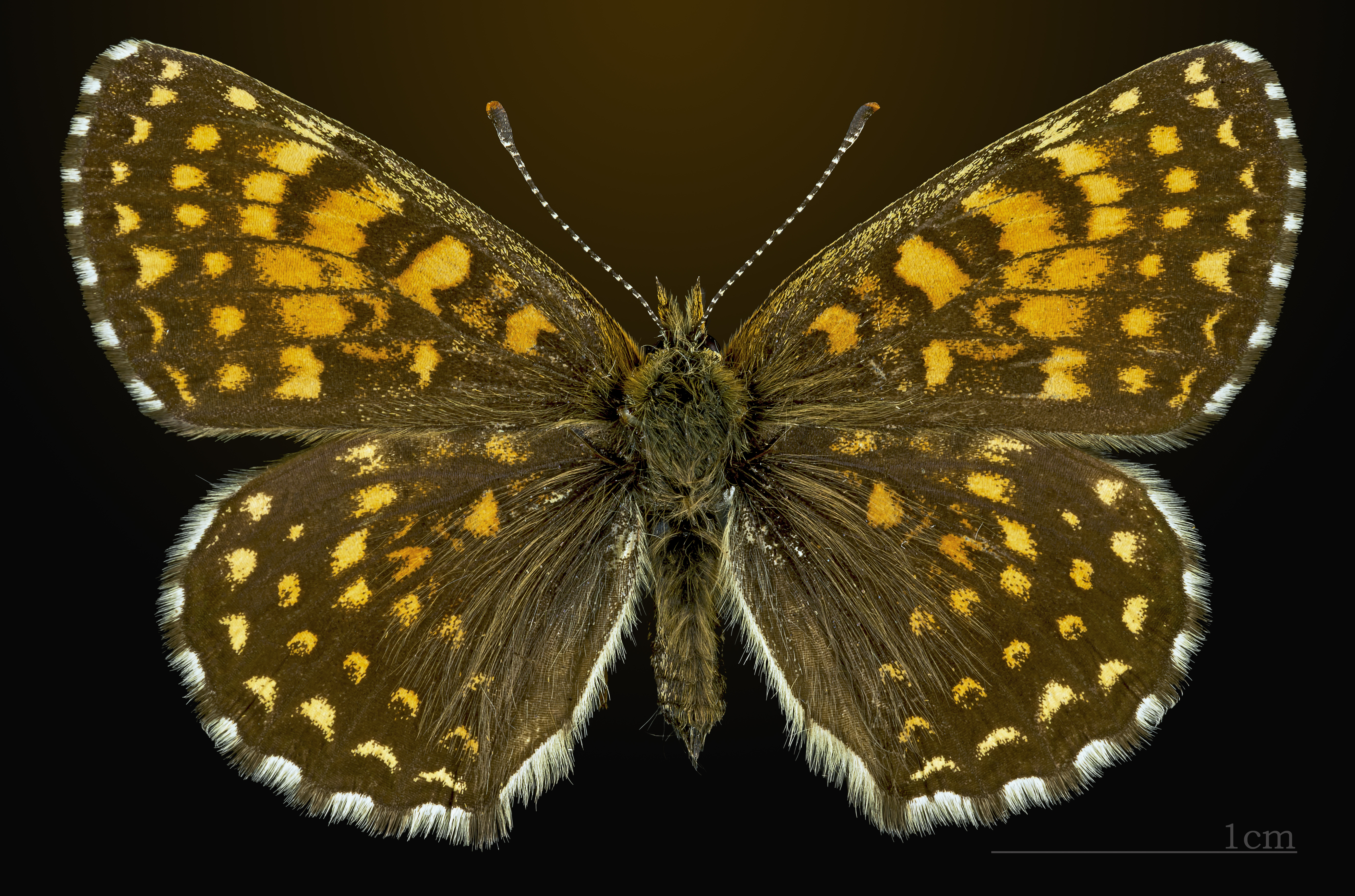
♀
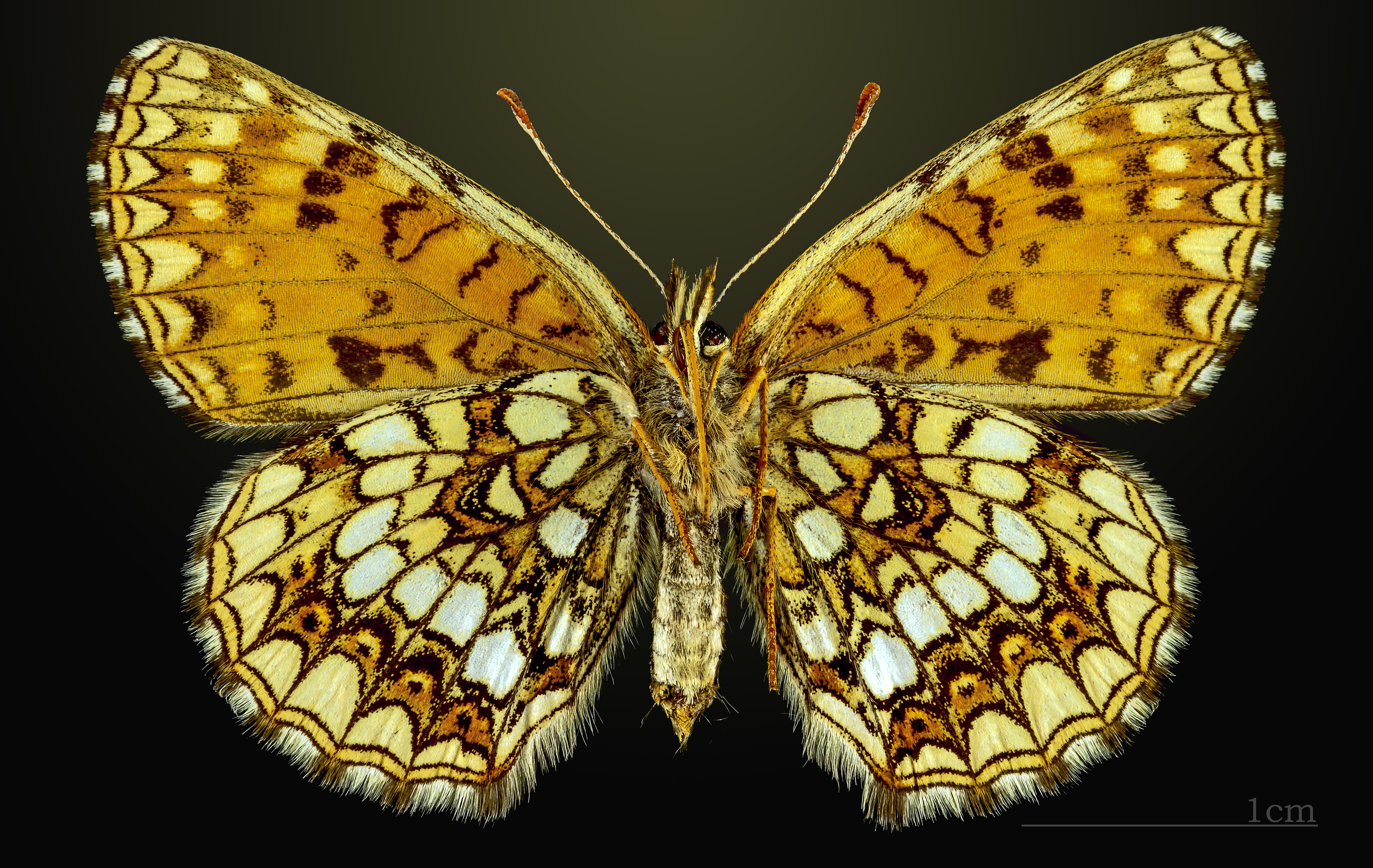
♀ △

### Raupe
Die Raupen werden etwa 25 Millimeter lang. Sie sind plump und dunkelgrau gefärbt mit zahlreichen kleinen, weißen Punkten. Zusätzlich haben sie weiße Seitenlinien. Ihr Körper ist mit vielen Dornen versehen, die gelborange gefärbt sind und zur Spitze hin hell werden.
Die Raupen ernähren sich von den Blättern des Kleinen Baldrians (Valeriana dioica) und anderen Baldrianarten.

## Entwicklung
Die Weibchen legen ihre Eier in kleinen Grüppchen unter die Blätter ihrer Futterpflanzen. Die jungen Raupen leben gemeinsam in einem Gespinst. Sie überwintern zwischen trockenem Laub und werden erst nach dem Überwintern Einzelgänger.

## Vorkommen
Die Tiere sind in Mitteleuropa weit verbreitet (in Norddeutschland aber selten), außerdem in weiten Teilen Asiens. Sie sind nur stellenweise häufig und leben an feuchten und sonnigen Orten, wie z. B. auf Streuwiesen am Rand von Mooren, aber auch in feuchten und lichtdurchfluteten Wäldern, mancherorts auch auf Trockenrasen sowie in der Trockenaue am Oberrhein.

## Flugzeit
Sie fliegen jährlich in einer Generation von Mai bis Juli, in warmen Regionen fliegen sie in zwei Generationen von Mai bis Juli und von August bis September.